# Víctor Pérez
Víctor Pérez Alonso (ur. 12 stycznia 1988 w Albacete) – hiszpański piłkarz występujący na pozycji pomocnika. 

## Kariera
2019 r. zawodnik FK Žalgiris Wilno. Rozegrał 21 meczów i strzelił dwie bramki w sezonie A lyga.
Stycznia 2020 r. stało się jasne, że gracz nie będzie grał w FK Žalgiris Wilno.